# Església de Sant Fructuós (Pals)
Església de Sant Fructuós és un temple del municipi de Pals (Baix Empordà) inclòs en l'Inventari del Patrimoni Arquitectònic de Catalunya.

## Descripció
L'església de Sant Fruitós, que centra el nucli d'aquest nom, és un edifici de grans dimensions, d'una nau amb capçalera poligonal i coberta de teula a dues vessants. La nau es cobreix amb voltes de canó. L'absis té volta de llunetes. La façana principal, orientada a ponent, té la porta d'accés d'arc escarser, amb emmarcament motllurat de pedra. A la dovella central hi ha una inscripció amb la data del 1791. La fornícula superior d'arc escarser -que es troba actualment buida- i un òcul complementen el conjunt. El campanar, de base quadrada, obertures d'arc de mig punt i coberta de pavelló, està situat a l'esquerra. El material emprat en la construcció és la pedra, ben tallada a les motllures de les obertures i als angles de l'edifici i irregular a la resta.

## Història
El temple parroquial de Sant Fruitós data dels segles XVIII-XIX, segons consta a dues inscripcions que apareixen a la façana principal, amb les dates del 1791 i el 1850. Tanmateix, el temple no fou acabat fins al segle xx. Antigament hi havia hagut una altra església dedicada a Sant Fruitós -actualment arruïnada-, les escasses restes de la qual encara són visibles en l'actualitat en un emplaçament molt proper al temple actual. Sembla que l'edifici de l'església vella de Sant Fruitós va ser bastit aproximadament els segles XVI-XVII.